# Renée van Ginkel
Renée van Ginkel is een Nederlands korfbalster. Ze werd in 2022 kampioen in de Korfbal League, de hoogste Nederlandse korfbalcompetitie namens Fortuna.

## Spelerscarrière

### Begin
Van Ginkel startte met korfbal bij Tweemaal Zes, een club uit Maartensdijk. Hier doorliep ze de jeugdteams
In de jeugd stapte ze over naar het grotere DVO uit Bennekom.
In korfbalseizoen 2016-2017 kreeg Van Ginkel, op 17-jarige leeftijd, haar debuut in DVO 1, dat onder leiding van Gerald Aukes wilde opklimmen naar de top van de Korfbal League.
In dit seizoen maakte Van Ginkel ook haar eerste goal in de Korfbal League.
In het seizoen erna, 2017-2018 had DVO een andere hoofdcoach met Ben Crum. Onder zijn leiding kreeg Van Ginkel niet meer speeltijd in DVO 1. Ook had DVO het dit seizoen lastig en moest het zelf strijden voor lijfsbehoud in de Korfbal League.

### Groen Geel
In de zomer van 2018 stapte Van Ginkel over naar Groen Geel, een ambitieuze club uit Wormer.
Groen Geel, onder leiding van coach Dico Dik deed in Hoofdklasse seizoen 2018-2019 goede zaken. De ploeg haalde de play-offs en versloeg in de best-of-3 serie de hoger geplaatste club KV Wageningen. Hierdoor kreeg Groen Geel in de 2019 Hoofdklasse de kans op promotie naar de Korfbal League. In de finale versloeg Groen Geel concurrent Tempo  met 23-18 , waardoor het promotie maakte. 
De rol voor Van Ginkel bleef dit seizoen beperkt, waardoor ze na 1 seizoen besloot terug te keren naar DVO.

### Terug bij DVO
Voor  seizoen2019-2020 was Van Ginkel terug bij DVO, na 1 jaar afwezigheid. Ondertussen was Richard van Vloten hoofdcoach geworden en wilde DVO meedoen in de top van de league.
DVO was dit seizoen aardig op weg, totdat de coronapandemie de competitie stil legde. Het seizoen werd niet uitgespeeld.
In seizoen 2020-2021 kreeg Van Ginkel een basisplaats bij DVO 1, maar het seizoen stelde teleur. DVO strandde al in de 1e play-off ronde van de Korfbal League.

### Fortuna
In de zomer van 2021 sloot Van Ginkel zich aan bij Fortuna uit Delft. Hier kwam ze terecht in een sterkte selectie, onder leiding van Ard Korporaal en Damien Folkerts omringd met spelers zoals Daan Preuninger, Fleur Hoek en Mick Snel.
In seizoen 2021-2022 deed Fortuna goede zaken in de zaalcompetitie. Gedurdende het reguliere seizoen verloor Fortuna slechts 1 wedstrijd en plaatste zich als nummer 1 voor de play-offs. In de play-offs trof Fortuna concurrent Koog Zaandijk, maar Fortuna won in 2 wedstrijden. Hierdoor plaatste Fortuna zich voor het 4e jaar op rij voor de zaalfinale. In de finale was PKC de tegenstander. In een Ahoy, waar weer publiek bij mocht zijn, werd het een spannende wedstrijd. Fortuna won de wedstrijd met 22-21, waardoor het Nederlands zaalkampioen was. Het was de eerste grote prijs voor Van Ginkel.
In seizoen 2022-2023 had Fortuna een seizoen met ups en downs. Zo speelde de ploeg gedurende de competitie maar liefst 4 keer gelijk. Uiteindelijk stond de ploeg na de reguliere competitie wel op de tweede plek, waardoor ze zich hadden geplaatst voor de play-offs. In de best-of-3 serie was DVO de tegenstander. Fortuna won de eerste wedstrijd overtuigend met 29-19, maar verloor het de tweede en derde (beslissende) wedstrijd. Hierdoor plaatste Fortuna zich niet voor de zaalfinale, waardoor het was onttroond als zaalkampioen. 
Iets later, in de veldcompetitie stond Fortuna na de reguliere competitie op de 1e plaats in de Ereklasse A. In de kruisfinale won Fortuna met 21-18 van DVO, waardoor Fortuna zich plaatste voor de veldfinale. In deze veldfinale was PKC de tegenstander. PKC won de finale met 18-13.
Seizoen 2023-2024 was een wisselvallig seizoen voor Fortuna in de zaal. Ondanks de behaalde 21 punten eindigde de ploeg op de 5e plaats in de Korfbal League, waardoor Fortuna de play-offs miste. Hiermee kwam een reeks van 6 jaar play-offs ten einde. 
Iets later, in de veldcompetitie deed Fortuna wel goede zaken. De ploeg ging ongeslagen naar de kruisfinale, waar Fortuna met 12-11 PKC versloeg. Hierdoor plaatste Fortuna zich voor het tweede jaar op rij voor de Nederlandse veldfinale. Echter ging het in de finale tegen DVO mis; Fortuna verloor de finale met 20-13 waardoor de ploeg genoegen moest nemen met de 2e plaats van Nederland.
Het werd het laatste seizoen onder leiding van coach Ard Korporaal, die na 13 seizoenen stopte als coach bij de club.

## Erelijst
- Korfbal League kampioen, 1x (2022)